# Малое Дюрягино
Малое Дюрягино — село в Шумихинском районе Курганской области России, административный центр Мало-Дюрягинского сельсовета.

## География
Расположено в 6 км к юго-западу от города Шумихи, на берегу реки Каменка, при впадении реки Талица.

### Часовой пояс
Малое Дюрягино, как и вся Курганская область, находится в часовой зоне МСК+2. Смещение применяемого времени относительно UTC составляет +5:00.

## История
В Списке населенных мест Оренбургской губернии за 1866 год упоминается как казённая деревня Малая Дерягина (Гришина) при речке Каменке в 285 дворов, где проживало 504 мужчины и 518 женщин. В деревне имелась часовня, а на праздник Троицы устраивалось торжище.
Согласно «Списку населенных мест» за 1892 год в село Мало-Дюрягино входило в Каменную волость Челябинского уезда. В селе насчитывалось 220 дворов, где проживало 1120 человек, имелась каменная церковь и ветряная мельница.
3 июня 1918 года рано утром эшелоны белочехов остановились на Мало-Дюрягинском переезде, откуда они пешком направились в Шумиху. 30 июля 1919 года белые сдали село Медведское (20 км до Шумихи). Рано утром в пятницу 8 августа начался бой за Шумиху. По линии железной дороги со стороны белых воевал бронепоезд «Тагил», а со стороны Рабоче-крестьянской Красной Армии — бронепоезд «Ермак». Бронепоезд белых, получив повреждение, отходил на восток, но уходя, поджег село Мало-Дюрягино, где пострадало около 60 домов.
В 1919 году образован Малодюрягинский сельсовет, 18 августа 1981 года переименован в Берёзовский сельсовет. По данным на 1926 год состояло из 395 хозяйств.
13 ноября 1991 года образован Мало-Дюрягинский сельсовет.
В годы Советской власти жители села работали в колхозе «Урал».

## Церковь
В 1892 году построена Церковь Троицы Живоначальной. С приходом советской власти была закрыта, помещения превращены в склад для зерна. В 2000-х годах здание, находившееся в полуразрушенном состоянии, возвращено церкви. В 2009 году началось восстановление церкви. Восстановительные работы были завершены в 2011 году. 7 мая 2011 года архиепископ Курганский и Шадринский Константин совершил освящение храма, ему сослужили благочинные: протоиерей Алексий Фасола, протоиерей Алексий Новосёлов, иерономонах Давид (Эрназаров), иерей Сергий Жарков.

## Население
| 1866 | 1892  | 1916  | 1926  | 1989 | 2002 | 2010 |
| ---- | ----- | ----- | ----- | ---- | ---- | ---- |
| 1022 | ↗1120 | ↗1925 | ↗1928 | ↘550 | ↘522 | ↘487 |
| 2012 | 2013  | 2014  | 2015  | 2016 | 2017 | 2018 |
| ↘484 | →484  | ↘477  | ↗482  | ↘480 | ↘476 | ↘466 |
| 2019 | 2020  |       |       |      |      |      |
| ↗469 | ↗472  |       |       |      |      |      |

По данным переписи 1926 года в селе проживало 1928 человек (930 мужчин и 998 женщин), в том числе: русские составляли 100 % населения.

## Экономика
- Мясной цех «Рыбхоз-Шумиха»

## Улицы
Уличная сеть села состоит из 6 улиц (Заречная, Молодежная, Нижняя, Светлая, Фабричная, Центральная) и 3 переулка (Заречный, Кленовый, Степной).